# Gorgeous (pjesma Taylor Swift)
"Gorgeous" je pjesma američke pop kantautorice Taylor Swift. Objavljena je 12. siječnja 2018. godine kao peti singl s njezinog šestog studijskog albuma reputation u izdanju diskografske kuće Big Machine Records.

## O pjesmi
Pjesmu su napisali Swift, Max Martin i Shellback te je opisana kao "radio-prijateljska" pjesma. Tekstno pjesma govori o "traganju ljubavnog interesa" koji Swift opisuje kao "prelijep".

## Ljestvice
| Ljestvice                  | Najviša pozicija |
| -------------------------- | ---------------- |
| Australija                 | 9                |
| Austrija                   | 32               |
| Belgija                    | 1                |
| Kanada                     | 9                |
| Irska                      | 18               |
| Njemačka                   | 45               |
| Portugal                   | 40               |
| Sjedinjene Američke Države | 13               |
| Ujedinjeno Kraljevstvo     | 15               |